# Adeloparius vethi
Adeloparius vethi är en skalbaggsart som beskrevs av Lansberge 1886. Adeloparius vethi ingår i släktet Adeloparius och familjen Aphodiidae. Inga underarter finns listade i Catalogue of Life.